# Dil Hai Ki Manta Nahin
Dil Hai Ki Manta Nahin ang. The Heart Refuses to Listen – "Serce odmawia posłuszeństwa") to bollywoodzka komedia miłosna wyreżyserowana w 1991 roku przez Mahesha Bhatta ("Duplicate" 1998). Jej tematem jest miłość, która przekracza społeczne bariery dzielące bogatych i biednych. W roli głównej sławny indyjski aktor Aamir Khan.
Film jest indyjską adaptacją klasycznego już filmu Franka Capry "It Happened One Night" z Clark Gable.
To film rodzinny – grająca główną rolę Pooja Bhatt jest córką reżysera. Jeden z producentów Mukesh Bhatt i scenarzysta Robin Bhatt są braćmi reżysera. Za kamerą stanął ich kuzyn Pravin Bhatt. Mamy więc do czynienia ze znanym w Bollywoodzie Klanem Bhatt.

## Opis
Młodziutka Pooja (Pooja Bhatt), córka milionera chce kolejnej gwiazdki z nieba. Upatrzyła sobie na męża pewnego aktora. Ojciec (Anupam Kher) podejrzewa, że aktorowi chodzi, nie tyle o Pooję, ile o jej pieniądze. Zabrania ślubu. Zakochana Pooja ucieka z domu ruszając autobusem przez Indie. Chce dojechać do grającego w Bangalore aktora. W autobusie spotyka czarującego kpiarza, reportera Raghu (Aamir Khan). Wpada on na pomysł, że napisze artykuł o ucieczce córki milionera. Towarzyszy jej, aby zebrać o niej materiał dla swojej gazety. Jednocześnie jednak zaczyna się nią opiekować. Z każdym dniem podróży młodzi czują do siebie coraz więcej. Raghu wiedząc, że niewiele może zaoferować przywykłej do bogactwa dziewczynie, boi się wyznać jej miłość. Tymczasem ojciec za odnalezienie córki wyznacza nagrodę.

## Obsada
- Aamir Khan – Raghu Jetley
- Pooja Bhatt – Pooja Dharamchand
- Anupam Kher – Seth Dharamchand, jej ojciec
- Sameer Chitre – aktor Deepak Kumar
- Tiku Talsania – szef Raghu Sharmaji

## Muzyka i piosenki
Autorami muzyki jest duet Nadeem-Shravan, twórcy muzyki do takich filmów jak Deewana, Raja Hindustani, Zamaana Deewana, Pardes, Aa Ab Laut Chalen, Raaz, Ek Rishtaa: The Bond of Love, Haan Maine Bhi Pyaar Kiya, Hum Tumhare Hain Sanam, Dil Hai Tumhaara, Dil Ka Rishta, Yeh Dil, Andaaz, Qayamat, Hungama, Tumsa Nahin Dekha, Bewafaa, Deszcz czy Dosti: Friends Forever.
- "Galayat Sakhli Sonyahi"
- "Dil Hai Ke Manta Nahin" Nagroda Filmfare dla Najlepszej Piosenki (śpiew – Anuradha Pardwal)
- "Dil Tujhe Aa Gaya"
- "Main Ishq Da"
- "Dulhna Main"

## Nominacje
- Aamir Khan do Nagrody Filmfare dla Najlepszego Aktora
- Anupam Kher do Nagrody Filmfare dla Najlepszego Drugoplanowego Aktora
- Mahesh Bhatt do Nagrody Filmfare dla Najlepszego Reżysera